# Оби (княжество)

Мон рода Ито

Княжество Оби (яп. 飫肥藩 Оби-хан) — феодальное княжество (хан) в Японии периода Эдо (1587—1871). Оби-хан располагался в провинции Хюга (современная префектура Миядзаки) на острове Кюсю.

## Краткая информация

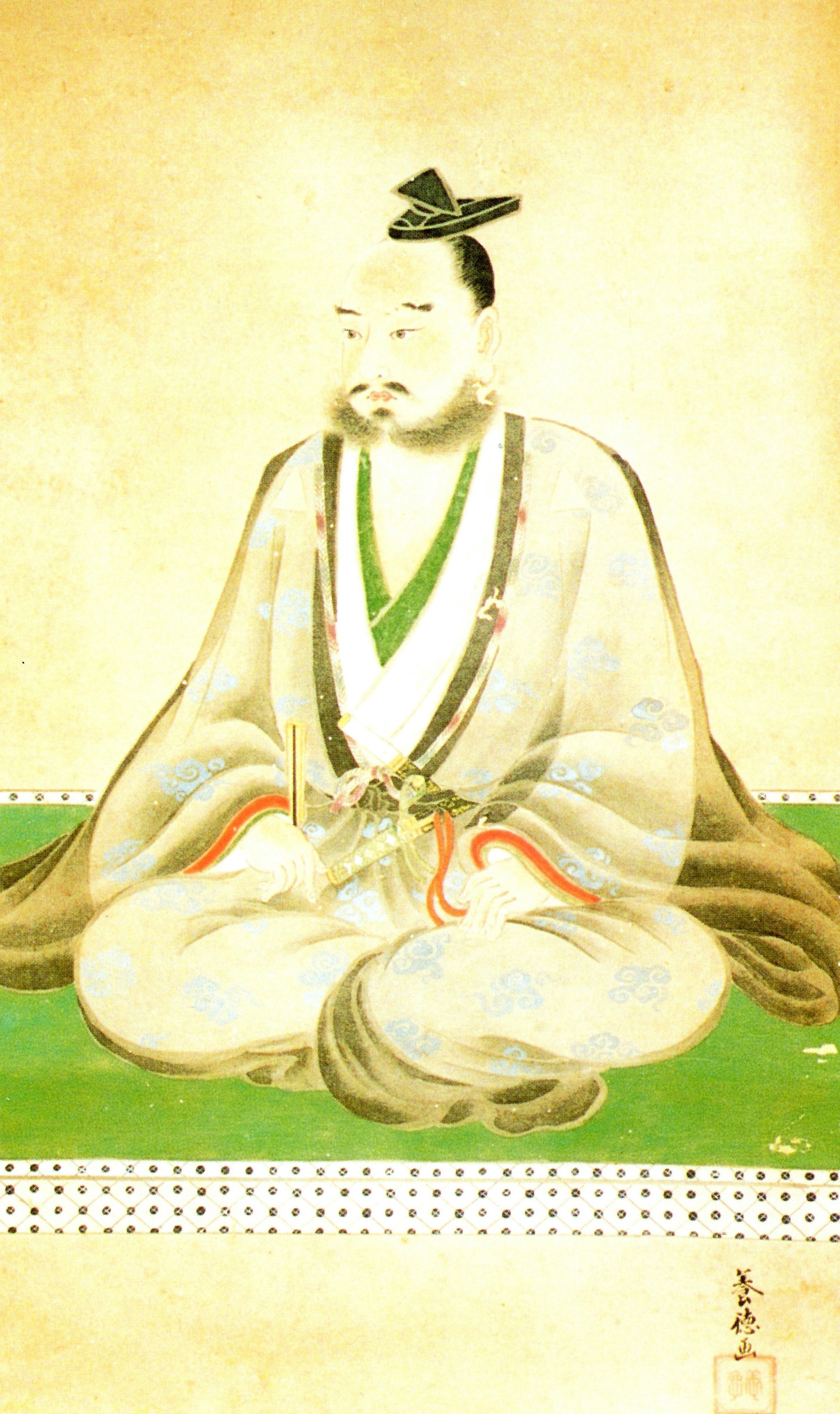
Ито Сукэтакэ (1559—1600), 1-й даймё Оби-хана (1587—1600)

Административный центр: город Оби уезда Нака (современный город Нитинан префектуры Миядзаки).
Доход хана: 51.000 коку риса.
Княжество управлялось родом Ито, который принадлежал к тодзама-даймё и имел статус правителя замка (城主). Главы рода имели право присутствовать в вербовом зале сёгуна.
В период Сэнгоку самурайский род Ито владел землями в провинции Хюга на острове Кюсю. Ито Ёсисукэ (1512—1585), ставший преемником своего старшего брата Сукэмицу в 1533 году, вёл неудачную борьбу с родом Симадзу из провинции Сацума, в 1578 году потерпел окончательное поражение и был изгнан из своих владений. Его старший сын, Ито Сукэтака, стал вассалом Тоётоми Хидэёси и участвовал в 1587 году в его завоевательной кампании на острове Кюсю, получив в награду замок Оби (50 000 коку риса) в провинции Хюга. В 1600 году Ито Сукэтака поддержал Исида Мицунари в войне против Токугава Иэясу, но, несмотря на поражение первого, не был лишен родовых владений.
В 1871 году после административно-политической реформы Оби-хан был ликвидирован. Территория княжества была включена в состав префектуры Миядзаки.

## Даймё Оби-хана
| №  | Имя и годы жизни          | Имя и годы жизни | Годы правления | Ранг, титул       | Примечания                          |
| -- | ------------------------- | ---------------- | -------------- | ----------------- | ----------------------------------- |
| 1  | Ито Сукэтака (1559—1600)  | 伊東祐兵         | 1587-1600      | 従五位下 豊前守   | Старший сын Ито Ёсисукэ (1512—1585) |
| 2  | Ито Сукэнори (1589—1636)  | 伊東祐慶         | 1600-1636      | 従五位下 修理大夫 | Второй сын Ито Сукэтаки             |
| 3  | Ито Сукэхиса (1609—1657)  | 伊東祐久         | 1636-1657      | 従五位下 大和守   | Старший сын Ито Сукэнори            |
| 4  | Ито Сукэмити (1631—1661)  | 伊東祐由         | 1657-1661      | 従五位下 左京亮   | Старший сын Ито Сукэхисы            |
| 5  | Ито Сукэдзанэ (1644—1723) | 伊東祐実         | 1661-1714      | 従五位下 大和守   | Четвертый сын Ито Сукэхисы          |
| 6  | Ито Сукэнага (1689?-1739) | 伊東祐永         | 1714-1739      | 従五位下 修理亮   | Старший сын Ито Сукэнобу            |
| 7  | Ито Сукэюки (1727—1744)   | 伊東祐之         | 1739-1744      | 従五位下 大和守   | Девятый сын Ито Сукэнаги            |
| 8  | Ито Сукэтака (1716—1757)  | 伊東祐隆         | 1744-1757      | 従五位下 修理大夫 | Третий сын Ито Сукэнаги             |
| 9  | Ито Сукэёси (1741—1781)   | 伊東祐福         | 1757-1781      | 従五位下 大和守   | Старший сын Ито Сукэтака            |
| 10 | Ито Сукэацу (1772—1798)   | 伊東祐鐘         | 1781-1798      | 従五位下 左京亮   | Старший сын Ито Сукэёси             |
| 11 | Ито Сукэтами (1792—1812)  | 伊東祐民         | 1798-1812      | 従五位下 修理大夫 | Старший сын Ито Сукэацу             |
| 12 | Ито Сукэхиро (1797—1814)  | 伊東祐丕         | 1812-1814      | 従五位下 修理大夫 | Второй сын Ито Сукэацу              |
| 13 | Ито Сукэтомо (1812—1874)  | 伊東祐相         | 1814-1869      | 従五位下 右京大夫 | Старший сын Ито Сукэтами            |
| 14 | Ито Сукэёри (1855—1894)   | 伊東祐帰         | 1869-1871      | 正四位 修理大夫   | Старший сын предыдущего             |